# 刺管骨螺
刺管骨螺（学名：Typhis tosaensis）为骨螺科管骨螺屬下的一个种。